# Дванадцята ніч (фільм, 1955)
«Дванадцята ніч» (рос. «Двенадцатая ночь») — російський радянський повнометражний кольоровий художній фільм, поставлений на Кіностудії «Ленфільм» в 1955 році режисером Яном Фрідом за п'єсою Вільяма Шекспіра.
Прем'єра фільму в СРСР відбулася 21 листопада 1955 року.

## Зміст
Брат і сестра не бачили один одного з далекого дитинства, коли з волі морських хвиль їх розлучило, здавалося б, назавжди. Та через роки вони опиняються при дворі в одного герцога. Брат у своєму законному статусі дворянина, а сестра — переодягнена у юнака слуга. Їхню схожість важко не помітити і починається низка кумедних ситуацій.

## Ролі
- Клара Лучко — Віола / Себастьян
- Алла Ларіонова — графиня Олівія
- Вадим Медведєв — Орсино, герцог Іллірійський
- Михайло Яншин — сер Тобі Белч, дядько Олівії
- Георгій Віцин — Сер Ендрю Егьючійк
- Василь Меркур'єв — Мальволіо, дворецький Олівії
- Бруно Фрейндліх — Фесті, блазень Олівії
- Анна Лисянська — Марія, камеристка Олівії
- Сергій Філіппов — Фабіан, слуга Олівії
- Сергій Лук'янов — Антоніо, капітан корабля, один Себастьяна
- Олександр Антонов — Капітан корабля, один Віоли

## В епізодах
- Сергій Карнович-Валуа — Валентин, посланник герцога
- П. Лукін — епізод
- Лев Степанов — стражник, з сценах арешту Антоніо, а також моряк (пірат) з пов'язкою на оці, що грає в кості
- Олександр Захаров — Куріо, вельможа в червоному поруч з Цезаріо
- А. Востоков — епізод
- Ніна Ургант — молоденька служниця Олівії, поруч з блазнем в кінці фільму
- Н. Русанова — епізод
- Ірина Протопопова — служниця Олівії

## Знімальна група
- Сценарна розробка і постановка — Ян Фрід
- Режисер — Олександр Абрамов
- Головний оператор — Євген Шапіро
- Оператор — Костянтин Рижов
- Художник — Семен Малкін
- Композитор — Олексій Животов
- Звукооператор — Борис Хуторянський
- Художник по костюмах — Олексій Дандурян
- Монтажер — Валентина Миронова
- Художник-гример — Василь Горюнов
- Художник-декоратор — Іван Знойнов
- Комбіновані зйомки:
Оператор — Георгій Шуркін
Художник — В. Михайлов
- Консультанти — Олександр Анікст, Іван Кох
- Редактор — Світлана Пономаренко
- Директор картини — Поліна Борисова

## Цікаві факти
- Це була перша вітчизняна екранізація Вільяма Шекспіра, яку побачив глядач.
- Фільм став одним з лідерів прокату 1955 року (7 місце) — 29.78 млн глядачів.

## Відео
У 1990-ті роки фільм випущений на відеокасетах «Студією 48 годин».